# Музей истории польского народного движения
Музей истории польского народного движения (пол. Muzeum Historii Polskiego Ruchu Ludowego) — музей в Варшаве (Польша), посвящённый истории польского села, крестьян и народного движения. Зарегистрирован в Государственном реестре музеев. Музей расположен в старинном здании по улице Вилановской, д. 204, построенным по проекту итальянского архитектора Ф. М. Ланчи в середине XIX века. Здание музея называют в простонародье «Жёлтым трактиром».

## Коллекция
Наиболее интересными экспонатами музея являются:
- памятные вещи, связанные с личностями Исидора Мермона, Стефана Павловского, Станислава Осиецкого, Тадеуша Хциулка-Цельта, Станислава Миколайчука.
- переписка Винценты Витоса.
- документы, связанные с деятельностью Польской крестьянской партии в эмиграции.
- живопись и скульптура сельских художников

Музей имеет 2 филиала за пределами Варшавы: в Сандомире и деревне Пясечно.